# Бінгьоль
Бінгьоль (тур. Bingöl, курд. Çewlik, заз. Çolig) — місто у Туреччині, столиця однойменної провінції. Знаходиться у басейні річки Мурат на березі її правої притоки — річки Гюнек

## Назва
У давнину на місці міста знаходилася фортеця під назвою Ктаріч (вірм. Կտառիճ). Назва Чапагджур, що утворилась від вірменських слів «чапаг» (тонкий, дрібний) і «джур» (вода), пояснюється наявністю великої кількості водойм. У різний час місто носило видозмінені варіанти назви — Чапалджур, Чапаг, Чапагаджур та ін, також було відоме під назвою Халпу (вірм. Խալփ).
До 1950 року місто зберігало злегка видозмінену вірменську назву — Чабакджур (тур. Çabakcur), потім було перейменоване у Бінґьоль — від турецького «тисяча озер». Курдською мовою місто називається Чевлік.

## Історія
У давнину територія Чапагджура  входила до складу гавара Хаштіанк області Цопк Великої Вірменії. Цей гавар, у числі фортець якого був і Ктаріч-Чапагджур, вважався маєтком Аршакідов .
Після Першого розділу Великої Вірменії (387 рік) Ктаріч перейшов під владу Риму, ставши однією з фортець у римсько-перській прикордонній зоні. Беручи до уваги особливе становище фортці, вона була додатково укріплена імператором Візантії Юстиніаном.
У X столітті Чапагджур згадувався Степаносом Асогіком у зв'язку із землетрусом 995 року. Згідно з Т. Х. Акопяном, з праць цього автора випливає, що до того часу Чапагджур залишити важливою фортецею, хоча автор в явному вигляді його фортецею не називає.
У XI столітті Чапагджур згадувався як резиденція  єпископа і входив до складу володінь Філарета Варажнуні і Торніке Мамиконяна.
У 1240-х роках місто завойовували монголи, а на початку XVI століття — турки-османи.
Після початку турецького панування місто стало центром однойменного району, що входив аж до 1829 року до складу вілаєта Діярберкір, пізніше — до складу вілаєта Бітліс.
До початку Першої світової війни більшу частину населення міста становили вірмени, які займалися, здебільшого, ремеслом і торгівлею. У місті були вірменське училище і церква.
У XXI столітті у місті сталося два сильні землетруси. 1 травня 2003 — магнітудою 6.4, у результаті якого 177 загинуло та 520 було поранено, а 8 березня 2010 року — магнітудою 5.9, епіцентр якого знаходився у провінції Елязиг за 45 км на захід від міста.